# Czech Airlines
ČSA Czech Airlines (codi IATA: OK; codi OACI: CSA; indicatiu: CSA-LINES) és l'aerolínia nacional de la República Txeca i té el seu centre de connexions a l'Aeroport Internacional de Ruzyně a la capital de país, Praga. L'aerolínia ofereix vols domèstics a 69 destinacions repartides per 49 països d'Europa, el nord d'Àfrica, Orient Mitjà i Àsia. Disposa d'una flota de 17 avions incloent 1 Airbus A330-300, 9 Airbus A319, 3 ATR 42 i 4 ATR 72. Czech Airlines també forma part de l'aliança SkyTeam.